# Crazy Frog Racer
Crazy Frog Racer, conosciuto anche come Crazy Frog Racer featuring the Annoying Thing, è un videogioco simulatore di guida del 2005, sviluppato da Neko Entertainment e pubblicato da Digital Jesters per Microsoft Windows, PlayStation 2 e Nintendo DS. Esiste anche una versione per Game Boy Advance, differente rispetto alle altre, sviluppata da Independent Arts Software e Denaris Entertainment Software, e pubblicata da Digital Tainment Pool.
Nel 2007 uscì una versione del gioco per telefoni cellulari, conosciuta anche con il nome Crazy Frog Racer 3D.
Il videogioco è basato sul personaggio di Crazy Frog e sui suoi video musicali.

## Modalità di gioco

### Microsoft Windows, PlayStation 2 e Nintendo DS
Nelle versioni per Microsoft Windows, PlayStation 2 e Nintendo DS ci sono varie modalità di gioco, sia per giocatore singolo che per due giocatori, oltre che diverse modalità extra.
Giocatore singolo
- Campionato: il giocatore gareggia in un gran premio contro i personaggi controllati dal computer, sbloccando nuove coppe (in caso di vittoria) con l'andare avanti nel gioco. Si può scegliere di gareggiare in modalità Facile, Normale o Difficile.
- Gara singola
- Prova a tempo
- Inseguimento

Due giocatori
Record
Il giocatore può visualizzare i suoi risultati migliori, registrati dal gioco.
Opzioni
Jukebox
Il giocatore può ascoltare le canzoni di Crazy Frog.

### Game Boy Advance
Anche nella versione per Game Boy Advance ci sono diverse modalità di gioco tra cui scegliere.
Giocatore singolo
- Tournament: la classica modalità in cui il giocatore gareggia in diversi tornei contro i personaggi controllati dal computer. È possibile scegliere tra 50 cc, 100 cc e 150 cc.
- Checkpoint Rallye
- Checkpoint Madness
- Last Man Standing

Highscore
Il giocatore può visualizzare i suoi punteggi migliori, registrati dal gioco.
Credits
Il giocatore può visualizzare i crediti del gioco.

### Telefono cellulare (Crazy Frog Racer 3D)
Gara singola
Una gara singola in una pista casuale con un personaggio scelto dal giocatore.
Via della rana
Il giocatore deve superare una serie di sfide per arrivare alla fine della modalità. Se conclusa con successo, il giocatore sbloccherà la modalità Sfida finale.
Sfida finale
Modalità sbloccata alla fine della Via della rana. L'obbiettivo è raccogliere monete e medaglie, che sbloccheranno nuovi eventi e la modalità Storia pazza.
Storia pazza
Modalità sbloccata nella Sfida finale. Accadranno eventi casuali al giocatore.
Corsaiolo
Consente al giocatore di visualizzare il personaggio che più ha utilizzato e il punteggio che ha raggiunto con esso.
Record
Consente al giocatore di visualizzare i record online e offline del gioco e di inserire il suo record.
Opzioni
Il giocatore può attivare o disattivare il suono e la velocità automatica, cambiare lingua e visuale, o cancellare il profilo.
Guida
Spiega al giocatore le meccaniche di gioco e le diverse modalità.
Info
Informazioni varie sui diritti d'autore del gioco.

## Personaggi
Oltre Crazy Frog ci sono altri personaggi selezionabili, che differiscono tra loro per aspetto, statistiche e veicolo che guidano. Le versioni per Microsoft Windows, PlayStation 2 e Nintendo DS differiscono dalla versione per Game Boy Advance e dalla versione per telefoni cellulari oltre che per il gameplay anche per i personaggi disponibili nel gioco.

### Disponibili su Microsoft Windows, PlayStation 2 e Nintendo DS
| Personaggio                     | Velocità | Accelerazione | Tenuta di strada | Peso |
| ------------------------------- | -------- | ------------- | ---------------- | ---- |
| The Annoying Thing (Crazy Frog) | 3/4      | 4/4           | 2/4              | 1/4  |
| Ellie                           | 4/4      | 2/4           | 3/4              | 1/4  |
| Jack                            | 2/4      | 2/4           | 4/4              | 2/4  |
| Flash                           | 3/4      | 3/4           | 2/4              | 2/4  |
| Drone                           | 3/4      | 1/4           | 2/4              | 4/4  |
| Grim                            | 4/4      | 2/4           | 2/4              | 2/4  |
| Michel                          | 3/4      | 2/4           | 2/4              | 3/4  |
| Bobo                            | 2/4      | 3/4           | 2/4              | 3/4  |
| Sbloccabili                     |          |               |                  |      |
| Matilda                         | ?/4      | ?/4           | ?/4              | ?/4  |

### Disponibili su Game Boy Advance
Il roster di personaggi presenti nella versione per Game Boy Advance è completamente diverso rispetto a quello disponibile sulle altre piattaforme, e nessun personaggio, a parte Crazy Frog stesso, è condiviso tra le varie versioni.
| Personaggio | Accelerazione | Velocità Massima | Stabilità in curva | Potenza |
| ----------- | ------------- | ---------------- | ------------------ | ------- |
| Crazy Frog  | 8/12          | 8/12             | 10/12              | 8/12    |
| Big Elk     | 6/12          | 12/12            | 8/12               | 12/12   |
| Dream Boy   | 10/12         | 10/12            | 10/12              | 10/12   |
| Puschel     | 12/12         | 10/12            | 6/12               | 6/12    |
| Rasta Dog   | 6/12          | 10/12            | 6/12               | 10/12   |
| Punk Girl   | 12/12         | 10/12            | 12/12              | 8/12    |
| Mafia Hen   | 10/12         | 8/12             | 12/12              | 6/12    |
| Toro        | 6/12          | 12/12            | 8/12               | 12/12   |

### Disponibili su telefono cellulare (Crazy Frog Racer 3D)
Il roster di personaggi è differente anche nella versione per telefoni cellulari. Sono presenti meno corridori, ma vengono aggiunti La Cosa Festosa e Sub Drone, due personaggi che arrivano dal sequel Crazy Frog Racer 2. I nomi di Flash e Sub Drone sono scambiati in questa versione.
| Personaggio                     | Corazza | Velocità | Accelerazione | Tenuta di strada |
| ------------------------------- | ------- | -------- | ------------- | ---------------- |
| La Cosa Fastidiosa (Crazy Frog) | 4/6     | 5/6      | 6/6           | 4/6              |
| Ellie                           | 3/6     | 6/6      | 4/6           | 5/6              |
| La Cosa Festosa                 | 3/6     | 5/6      | 6/6           | 5/6              |
| "Flash" (Sub Drone)             | 4/6     | 4/6      | 5/6           | 4/6              |
| "Sub Drone" (Flash)             | 6/6     | 4/6      | 3/6           | 4/6              |

## Trofei e circuiti

### Versioni Microsoft Windows, PlayStation 2 e Nintendo DS
Crazy Frog Racer contiene 12 piste divise in 3 coppe da 4 circuiti ciascuna. Ogni pista richiede 3 giri.
| Baby Cup            | Funny Cup       | Crazy Cup      |
| ------------------- | --------------- | -------------- |
| East Park Beach     | Sewer           | Down Town      |
| Southwest High Town | West City       | Center City    |
| High Town           | West Park Beach | Peripheral     |
| North City          | Park Beach      | Technical Path |

Dopo aver completato la Crazy Cup, verrà sbloccata la Special Cup, una coppa in cui sono presenti tutti i circuiti del gioco in un'unica competizione, offrendo quindi una sfida di maggiore difficoltà ai giocatori.
| Special Cup     | Special Cup         | Special Cup | Special Cup | Special Cup | Special Cup | Special Cup     | Special Cup | Special Cup | Special Cup | Special Cup | Special Cup    |
| --------------- | ------------------- | ----------- | ----------- | ----------- | ----------- | --------------- | ----------- | ----------- | ----------- | ----------- | -------------- |
| East Park Beach | Southwest High Town | High Town   | North City  | Sewer       | West City   | West Park Beach | Park Beach  | Down Town   | Center City | Peripheral  | Technical Path |

### Versione Game Boy Advance
Nella versione per Game Boy Advance, le coppe e le piste presenti sono differenti. Sono disponibili 12 piste divise in 3 coppe da 4 circuiti ciascuna, con ogni pista che richiede 3 giri. Nessuna delle piste in questa versione ha un nome.
Le coppe disponibili sono:
- Class: Bronze
- Class: Silver
- Class: Gold

### Versione per telefono cellulare (Crazy Frog Racer 3D)
Nella versione per telefoni cellulari, le piste non sono suddivise per coppe e non hanno un nome.

## Sviluppo
Il primo luglio del 2005 Digital Jesters, l'azienda britannica che pubblicò il gioco, annunciò di aver acquisito la licenza per pubblicare un videogioco basato su Crazy Frog. Crazy Frog Racer fu poi pubblicato nel dicembre dello stesso anno.

## Accoglienza
Crazy Frog Racer ha raccolto recensioni generalmente negative. Ha ottenuto un punteggio aggregato del 28% sul sito GameRankings per la versione PlayStation 2.

## Seguito
Nonostante l'accoglienza fredda da parte della critica, un anno dopo l'uscita del primo gioco uscì il suo seguito, Crazy Frog Racer 2, che aggiunse diversi circuiti e personaggi al roster.